# Вояшувка (гмина)
Вояшувка (пол. Wojaszówka) — сельская гмина (волость) в Польше, входит как административная единица в Кросненский повет, Подкарпатское воеводство. Население — 9040 человек (на 2004 год).

## Демография
| Перепись                       | Всего   | Всего | Женщины | Женщины | Мужчины | Мужчины |
| ------------------------------ | ------- | ----- | ------- | ------- | ------- | ------- |
| Единицы                        | человек | %     | человек | %       | человек | %       |
| Население                      | 9040    | 100   | 4667    | 51,6    | 4373    | 48,4    |
| Плотность населения (чел./км²) | 108,4   | 108,4 | 56      | 56      | 52,4    | 52,4    |

## Сельские округа
1. Байды
2. Браткувка
3. Лончки-Ягельлёньске
4. Ленки-Стшижовске
5. Оджиконь
6. Петруша-Воля
7. Пшибувка
8. Жепник
9. Устробна
10. Вояшувка
11. Войкувка

## Соседние гмины
1. Гмина Фрыштак
2. Гмина Ясло
3. Гмина Едличе
4. Гмина Корчина
5. Кросно
6. Гмина Стшижув
7. Гмина Виснёва